# Стебловська Тетяна Володимирівна
Тетя́на Володи́мирівна Стебло́вська (нар. 18 грудня 1944, Київ) — українська акторка, народна артистка України (2006).

## Біографія

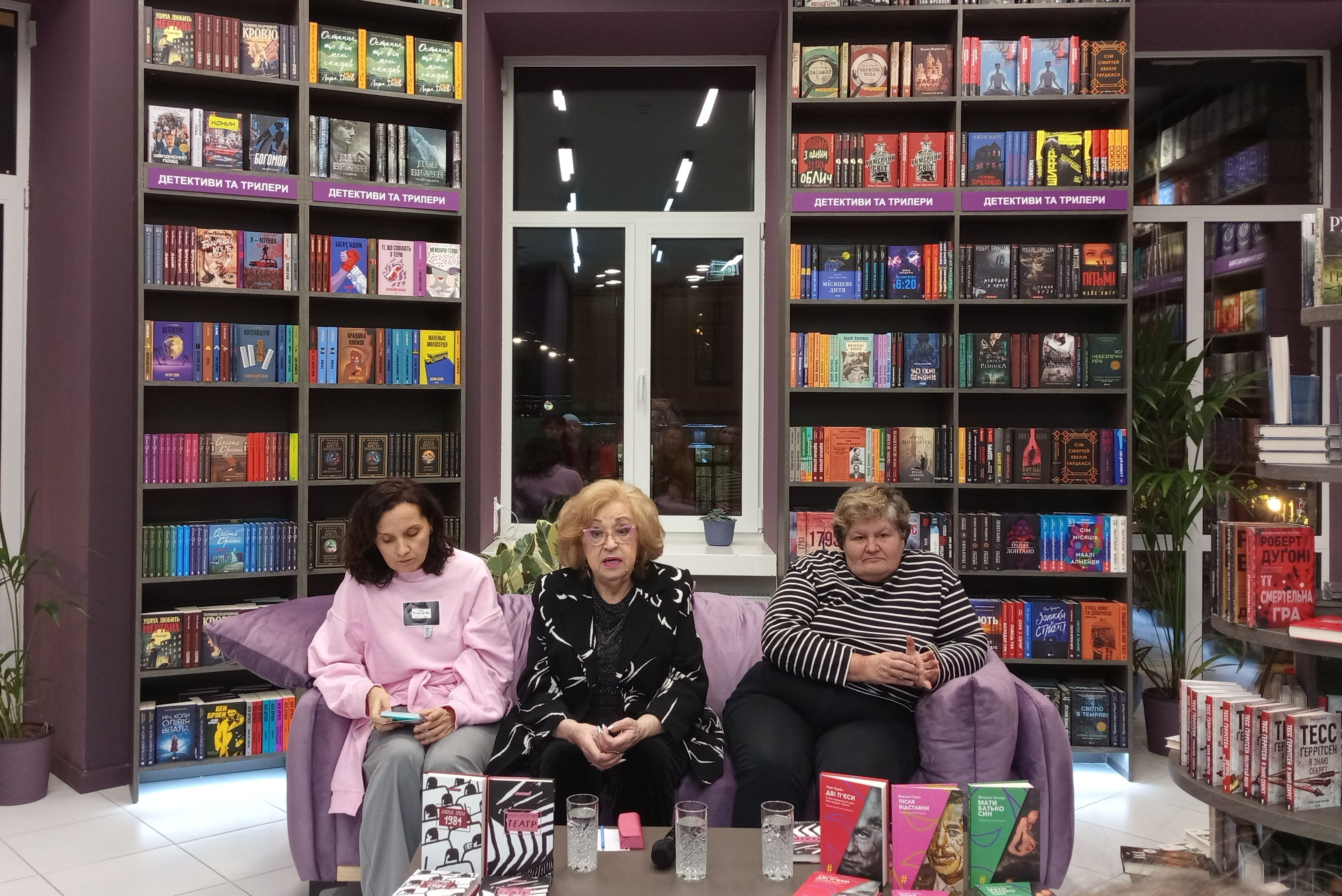
Тетяна Стебловська (в центрі) та видавниця Анетта Антоненко (праворуч) на творчій зустрічі «Книги і театр: Як народжується хітова вистава?» в книгарні «Книголенд», січень 2025 року

Народилася 18 грудня 1944 року в Києві.
1967 року закінчила акторський курс Київського державного інституту театрального мистецтва ім. І. Карпенка-Карого. Працювала в різних театрах: Миколаєва, Дніпропетровська, а також в Узбекистані (Самарканд) та Росії (Ірбіт).
З 1996 року — провідна акторка Київського академічного Молодого театру.

### Особисте життя
Представниця давньої театральної династії: батько — Володимир Стебловський, театральний директор, мати — Ольга Юровська, прима Київського театру оперети, бабуся — Катерина Юровська, популярна співачка.
Театральний рід продовжує син Тетяни Володимирівни, Володимир Бегма-молодший (нар. 1966; від режисера Володимира Бегми) — московський актор Театру Луни, який після 2014 року залишився працювати в Росії. В серпні 2022 року, під час повномасштабного вторгнення Росії в Україну, заявив російському ЗМІ, що разом з театром відвідував окупований Крим, «де з гордістю та задоволенням ніс у маси забороненого в Україні Булгакова».

## Відзнаки
- Народний артист України (2006)
- Орден княгині Ольги III ступеня (2017)[3]